# Jörg Menke-Peitzmeyer
Jörg Menke-Peitzmeyer (* 15. Juni 1966 in Anröchte, Kreis Lippstadt, Nordrhein-Westfalen) ist ein deutscher Dramatiker und Schauspieler. Er gehört zu den bekanntesten deutschsprachigen Autoren für das Kinder- und Jugendtheater.

## Leben
Menke-Peitzmeyer studierte von 1986 bis 1990 Schauspiel an der Folkwang Hochschule in Essen und arbeitete als Schauspieler unter anderem in Mainz, Gießen, am Theater am Kurfürstendamm und am Schlossparktheater in Berlin sowie in Stendal und Coburg. Ebenso war er bereits in verschiedenen TV-Rollen zu sehen. Von 1998 bis 2002 nahm er am Deutschen Literaturinstitut in Leipzig ein zweites Studium für dramatisches Schreiben auf. Seine Abschlussarbeit war der Monolog Der Manndecker, der noch während des Studiums uraufgeführt wurde und der mittlerweile auch als Drehbuch vorliegt. Dieses Stück hat Menke-Peitzmeyer als ausgebildeter Schauspieler auch selbst immer wieder gespielt. Auftragsarbeiten für das Theater der Altmark in Stendal, das Theater Freiberg, das Grips-Theater Berlin und das Schlosstheater Moers folgten.
Menke-Peitzmeyer gewann u. a. den Autorenförderpreis der Landesbühnen 2006 und den Bayerischen Theaterpreis 2007. Im Jahre 2016 gewann er den Deutschen Jugendtheaterpreis.

## Werk
Einen besonderen Schwerpunkt in Menke-Peitzmeyers Schaffen bilden Stücke für das Kinder- und Jugendtheater. Er selbst betonte jedoch in einem Interview, „keine Unterscheidung zwischen Erwachsenen- und Jugendtheater“ zu machen. Typisch für seine Stücke ist die Verbindung von ernsten Themen und unsentimentaler, zuweilen humorvoller Darstellung. Seine Theaterarbeiten setzen sich u. a. mit Themen wie Essstörungen (Der Essotiger), Krankheit und Tod (Du siehst Gespenster; Miriam, ganz in Schwarz), Jugendarmut (Arm, aber sexy) oder Mobbing in der Schule (Erste Stunde) auseinander.
Einen weiteren thematischen Schwerpunkt bildet der Sport, insbesondere das Fußballspiel. Eines der erfolgreichsten Fußballstücke Menke-Peitzmeyers, das Klassenzimmerstück Steht auf, wenn ihr Schalker seid, wurde in verschiedenen Fassungen in mehreren Ländern aufgeführt und ins Englische, Kroatische, Serbische und Chinesische übersetzt. Jedoch ist die Darstellung des Sports selbst nie das Hauptanliegen der Stücke, sondern bildet den Hintergrund, vor welchem sich die dramatischen Konflikte abspielen.
Im März 2009 hatte Mandy – Im Tal der Ahnungslosen, ein Stück über deutsch-deutsche Familiengeschichten zur Zeit des Mauerfalls, in Stuttgart Premiere. Das Stück – ein Auftragswerk des Jungen Ensembles Stuttgart zum 20. Jahr des Mauerfalls – berichtet vom Ausflug des jungen ostdeutschen Mädchens Mandy in die schwäbische Provinz und thematisiert auf humorvolle Weise gängige Ost-West-Klischees.
Sein jüngstes Auftragswerk ist die Fußball-Boulevardkomödie Der rote Teufel, die für das Theater Koblenz geschrieben und dort am 21. Februar 2010 uraufgeführt wurde. Den Inhalt der Komödie beschreibt Menke-Peitzmeyer in einem Interview:
„Ein Spieler der TuS [Koblenz] will zum Erzrivalen wechseln – nach Kaiserslautern. Um das zu verhindern, wird er, bevor er sich an der Autobahnraststätte Hunsrück mit den FCK-Leuten treffen kann, vom Präsidenten und vom Trainer der TuS entführt und in der Präsidentenvilla versteckt gehalten. Und da greifen dann alle Mechanismen der Boulevardkomödie, es gibt geheime Verhältnisse, die Tochter des Präsidenten spielt auch noch eine gewisse Rolle. Auch ein Journalist taucht auf und wittert die Story seines Lebens.“

## Theaterstücke
- Der Manndecker (UA 6. April 2000, Theater am Volkspark Halle)
- Steht auf, wenn ihr Schalker seid (UA 30. September 2005, Landestheater Burghhofbühne Dinslaken; erschienen u. a. in: Taube, Gerd (Hg.): 55 Monologe für Kinder- und Jugendtheater. Texte und Lieder zum Vorsprechen, Studieren und Kennenlernen. Henschel Verlag 2008; Jemacka citanka/Deutsches Lesebuch/German Reader. Sieben Theatertexte deutscher Autoren für Kinder und Jugendliche. Theatre Epicentre und Goethe-Institut Kroatien, Zagreb 2008.)
- Abstiegskampf (UA 3. Mai 2006, Sensemble Theater Augsburg)
- Erste Stunde (UA 4. Oktober 2006, Theater der Altmark Stendal – Auftragswerk)
- Discotheater (UA 23. November 2006, Mittelsächsisches Theater Freiberg – Auftragswerk)
- B-Jugend (UA 22. März 2007, Grips Theater Berlin – Auftragswerk)
- Der Essotiger (UA 22. Mai 2007, Gostner Hoftheater Nürnberg)
- Du siehst Gespenster (UA 28. September 2007, Theater Ingolstadt)
- Arm aber sexy (UA 8. November 2007, Schlosstheater Moers – Auftragswerk)
- Miriam, ganz in Schwarz (UA 20. Januar 2012, Theater Biel-Solothurn)
- Golden Foul (noch keine UA)
- Der Nacktputzer (UA 27. November 2010, Nordharzer Städtebundtheater Halberstadt/Quedlinburg)
- Mandy – Im Tal der Ahnungslosen (UA 20. März 2009 Junges Ensemble Stuttgart (JES) – Auftragswerk)
- Wechselfieber (UA 21. Februar 2010 Theater Koblenz, unter dem Titel „Der rote Teufel“, Auftragswerk)

## Stipendien und Preise
- Stipendium Paul Maar (2004)
- Nominierung für den Deutschen Jugendtheaterpreis für Steht auf, wenn ihr Schalker seid (2006)
- Autorenförderpreis der Landesbühnen für das Stück Erste Stunde (2006)[8]
- Bayerischer Theaterpreis (Bestes Jugendstück) für Der Essotiger (2007)
- Nominierung für den Autorenpreis der Badischen Landesbühne Bruchsal für Miriam, ganz in Schwarz (2008)
- Stipendium des Deutschen Jugendtheaterpreises, gefördert durch das Bundesministerium für Jugend, für Ich bin ein guter Vater (2008)
- Nominierung für das 10. Deutsche Kinder- und Jugendtheatertreffen „Augenblick mal! 2009“ für Ich bin ein guter Vater (2008)
- Förderung durch die Kinder- und Jugendfilmförderung des Beauftragten der Bundesregierung für Kultur und Medien und des Kuratoriums junger deutscher Film für Drehbuchprojekt Billy the beast (2008)[9]
- Projekt-Stipendium des Landes Baden-Württemberg für eine Stückentwicklung gemeinsam mit dem Offenburger Theater BAAL novo für Türkiye'ye Hos Geldiniz/Willkommen in der Türkei (2010)[10]
- Deutscher Jugendtheaterpreis für sein Stück The Working Dead. Ein hartes Stück Arbeit (2016)
- Magdeburger Stadtschreiber (2020)

## Trivia
Menke-Peitzmeyer spielte selbst aktiv Fußball in der Kreisklasse und ist Anhänger von Borussia Dortmund. Als „Initialzündung“ für seine theaterliterarische Beschäftigung mit dem Fußball gab er in einem Interview das Buch Fever Pitch von Nick Hornby an.